# Il nemico del mio nemico - Cia, nazisti e guerra fredda
Il nemico del mio nemico - Cia, nazisti e guerra fredda (My Enemy's Enemy) è un film documentario del 2007 diretto da Kevin Macdonald.

## Trama
Klaus Barbie è stato il capo della Gestapo dal 1942 fino all'arrivo degli Alleati in Francia, a Lione per la precisione. Per il suo lavoro venne infatti soprannominato il "macellaio di Lione". Dopo la fine della seconda guerra mondiale, però, Barbie lavorò per i servizi segreti americani e poi sostenne il regime dittatoriale boliviano. Il documentario prova a far luce su questa macabra storia attraverso testimonianze e fatti.